# Verführt und Verlassen
Verführt und Verlassen (Originaltitel: Seduced and Abandoned) ist ein Dokumentarfilm des Regisseurs James Toback aus dem Jahr 2013, der während der  Internationalen Filmfestspiele von Cannes 2012 entstand. Das Hauptthema der Finanzierung eines Films wird durch die Motive Geld, Kunst im Kino, Glamour und Tod unterstützt.
Ein Jahr nach den Dreharbeiten feierte der Film 2013 auf dem Cannes Film Festival seine Premiere. Der deutsche Kinostarttermin war der 10. Juli 2014.

## Handlung
Verführt und Verlassen zeigt wie das Duo aus Schauspieler Alec Baldwin und Regisseur James Toback die Finanzierung ihres nächsten Spielfilms sichern will. Während die beiden auf dem Filmfestival in Cannes Unterhaltungen mit Regisseuren, Finanziers und bekannten Schauspielern führen, wird auch ein Blick auf die Hintergründe geworfen und die Beziehung, in der Filmemacher, das Filmbusiness und das Filmfestival zueinander stehen, gezeigt.

## Kritiken
Die Kritiken zum Film fallen gemischt aus. Bei Rotten Tomatoes sind 85 % der Kritiken positiv bei insgesamt 40 Kritiken; die durchschnittliche Bewertung beträgt 6,6/10. Im Kritikerkonsens heißt es: „Obwohl „Verführt und Verlassen“ die frustrierende Seite des Filmgeschäftes erhellt, garantiert die komödiantische Chemie zwischen Alec Baldwin und James Toback, dass die dunklen Momente durch ihre Leichtigkeit verbessert werden.“